# Trampoline aux Jeux mondiaux de 2013
Navigation
Kaohsiung 2009 Wrocław 2017
Les épreuves de trampoline et tumbling des Jeux mondiaux de 2013 ont lieu du 28 au 31 juillet 2013 à Cali (Colombie).

## Podiums

### Hommes
| Épreuves               | Or                                            | Argent                                           | Bronze                                       |
| ---------------------- | --------------------------------------------- | ------------------------------------------------ | -------------------------------------------- |
| Trampoline Double Mini | Brésil Bruno Martini (en)                     | Russie Mikhail Zalomin (en)                      | Portugal Andre Lico                          |
| Trampoline synchronisé | Chine- Dong Dong - Tu Xiao                    | Russie - Nikita Fedorenko (en) - Dmitriy Ushakov | Danemark - Peter Jensen - Christian Andersen |
| Tumbling               | Chine Zhang Luo Ukraine Viktor Kyforenko (uk) | Égalité à la première place                      | Royaume-Uni Kristof Willerton (en)           |

### Femmes
| Épreuves               | Or                                                                            | Argent                      | Bronze                                          |
| ---------------------- | ----------------------------------------------------------------------------- | --------------------------- | ----------------------------------------------- |
| Trampoline Duplo-Mini  | Russie Svetlana Balandina                                                     | Canada Corissa Boychuk      | Portugal Silvia Saiote                          |
| Trampoline synchronisé | Royaume-Uni- Amanda Parker - Kat Driscoll (en) Chine- Zhong Xingping - Li Dan | Égalité à la première place | Ukraine - Maryna Kyiko - Nataliia Moskvina (en) |
| Tumbling               | Chine Jia Fangfang (nl)                                                       | Royaume-Uni Rachael Letsche | Canada Emily Smith                              |

## Tableau des médailles
| Rang  | Nation          | Or | Argent | Bronze | Total |
| ----- | --------------- | -- | ------ | ------ | ----- |
| 1     | Chine           | 4  | 0      | 0      | 4     |
| 2     | Russie          | 1  | 2      | 0      | 3     |
| 3     | Grande-Bretagne | 1  | 1      | 1      | 3     |
| 4     | Ukraine         | 1  | 0      | 1      | 2     |
| 5     | Brésil          | 1  | 0      | 0      | 1     |
| 6     | Canada          | 0  | 1      | 1      | 2     |
| 7     | Portugal        | 0  | 0      | 2      | 2     |
| 8     | Danemark        | 0  | 0      | 1      | 1     |
| TOTAL | TOTAL           | 8  | 4      | 6      | 18    |